# La Rousse/Saint-Roman
La Rousse/Saint-Roman, är det nordligaste distriktet i Monaco. Distriktet ligger 59 meter över havet och antalet invånare är 3 000.